# Finland op de Olympische Winterspelen 1952
Tijdens de Olympische Winterspelen van 1952, die in Oslo (Noorwegen) werden gehouden, nam Finland voor de zesde keer deel.

## Medailleoverzicht
| Sport              | Olympiër                                             | Discipline            | Medaille |
| ------------------ | ---------------------------------------------------- | --------------------- | -------- |
| Langlaufen         | Veikko Hakulinen                                     | 50 km (m)             | Goud     |
| Langlaufen         | Heikki Hasu Paavo Lonkila Urpo Korhonen Tapio Mäkelä | 4x10 km estafette (m) | Goud     |
| Langlaufen         | Lydia Wideman                                        | 10 km (v)             | Goud     |
| Langlaufen         | Tapio Mäkelä                                         | 18 km (m)             | Zilver   |
| Langlaufen         | Eero Kolehmainen                                     | 50 km (m)             | Zilver   |
| Langlaufen         | Mirja Hietamies                                      | 10 km (v)             | Zilver   |
| Noordse combinatie | Heikki Hasu                                          | mannen                | Zilver   |
| Langlaufen         | Paavo Lonkila                                        | 18 km (m)             | Brons    |
| Langlaufen         | Siiri Rantanen                                       | 10 km (v)             | Brons    |

## Deelnemers en resultaten

### Alpineskiën
| Olympiër      | Discipline       | Resultaat | Prestatie                              |
| ------------- | ---------------- | --------- | -------------------------------------- |
| Pekka Alonen  | reuzenslalom (m) | 55e       | 3.00,2 (+35,2)                         |
| Pekka Alonen  | slalom (m)       | 14e       | 2.08,7 (+8,7) 1.04,8+1.03,9            |
| Pentti Alonen | afdaling (m)     | 44e       | 2.59,7 (+28,9)                         |
| Pentti Alonen | reuzenslalom (m) | 31e       | 2.45,1 (+20,1)                         |
| Pentti Alonen | slalom (m)       | r1: 51e   | 2e run niet startgerechtigd 1.12,5+dns |
| Niilo Juvonen | reuzenslalom (m) | 44e       | 2.52,8 (+27,8)                         |
| Niilo Juvonen | slalom (m)       | dnf       | 1e run niet gefinisht                  |
| Eino Kalpala  | afdaling (m)     | 56e       | 3.16,2 (+45,4)                         |
| Eino Kalpala  | reuzenslalom (m) | 42e       | 2.52,3 (+27,3)                         |
| Eino Kalpala  | slalom (m)       | r1: 39e   | 2e run niet startgerechtigd 1.09,2+dns |

### Kunstrijden
| Olympiër      | Discipline | Resultaat | Prestatie                 |
| ------------- | ---------- | --------- | ------------------------- |
| Kalle Tuulos  | mannen     | 13e       | pc. 112,0; 131,211 punten |
| Leena Pietilä | vrouwen    | 20e       | pc. 185,0; 124,733 punten |

### Langlaufen
| Olympiër                                             | Discipline        | Resultaat | Prestatie                               |
| ---------------------------------------------------- | ----------------- | --------- | --------------------------------------- |
| Tapio Mäkelä                                         | 18 km (m)         | Zilver    | 1:02.09 (+0.35)                         |
| Paavo Lonkila                                        | 18 km (m)         | Brons     | 1:02.20 (+0.46)                         |
| Heikki Hasu                                          | 18 km (m)         | 4e        | 1:02.24 (+0.50)                         |
| Tauno Sipilä                                         | 18 km (m)         | 8e        | 1:03.40 (+2.06)                         |
| Toivo Oikarinen                                      | 18 km (m)         | 10e       | 1:04.07 (+2.33)                         |
| Paavo Korhonen                                       | 18 km (m)         | 14e       | 1:05.30 (+3.56)                         |
| Aulis Sipponen                                       | 18 km (m)         | 16e       | 1:06.03 (+4.29)                         |
| Eeti Nieminen                                        | 18 km (m)         | 21e       | 1:08.24 (+6.50)                         |
| Veikko Hakulinen                                     | 50 km (m)         | Goud      | 3:33.33                                 |
| Eero Kolehmainen                                     | 50 km (m)         | Zilver    | 3:38.11 (+4.38)                         |
| Kalevi Mononen                                       | 50 km (m)         | 5e        | 3:39.21 (+5.48)                         |
| Pekka Kuvaja                                         | 50 km (m)         | 9e        | 3:46.31 (+12.58)                        |
| Heikki Hasu Paavo Lonkila Urpo Korhonen Tapio Mäkelä | 4x10 km estafette | Goud      | 2:20.16 (35.01 / 35.22 / 35.47 / 34.06) |
| Lydia Wideman                                        | 10 km (v)         | Goud      | 41.40                                   |
| Mirja Hietamies                                      | 10 km (v)         | Zilver    | 42.39 (+0.59)                           |
| Siiri Rantanen                                       | 10 km (v)         | Brons     | 42.50 (+1.10)                           |
| Sirkka Polkunen                                      | 10 km (v)         | 5e        | 43.07 (+1.27)                           |

### Noordse combinatie
| Olympiër       | Discipline | Resultaat | Prestatie                                                              |
| -------------- | ---------- | --------- | ---------------------------------------------------------------------- |
| Heikki Hasu    | mannen     | Zilver    | 447,50 punten schans: 207,5 (63,0+63,0+61,0 m) 18 km: 240,00 (1:02.24) |
| Paavo Korhonen | mannen     | 4e        | 434,73 punten schans: 206,0 (61,0+61,0+63,5 m) 18 km: 228,73 (1:05.30) |
| Aulis Sipponen | mannen     | 7e        | 425,23 punten schans: 198,5 (59,0+60,0+61,5 m) 18 km: 226,73 (1:06.03) |
| Eeti Nieminen  | mannen     | 8e        | 424,18 punten schans: 206,0 (59,0+62,5+64,5 m) 18 km: 218,18 (1:08.24) |

### Schaatsen
| Olympiër        | Discipline   | Resultaat | Prestatie         |
| --------------- | ------------ | --------- | ----------------- |
| Kalevi Laitinen | 500 m (m)    | 21e       | 45,4 (+2,2)       |
| Kalevi Laitinen | 1500 m (m)   | 24e       | 2.27,1 (+6,7)     |
| Kalevi Laitinen | 5000 m (m)   | 22e       | 8.52,4 (+41,8)    |
| Pentti Lammio   | 5000 m (m)   | 7e        | 8.31,9 (+21,3)    |
| Pentti Lammio   | 10.000 m (m) | 4e        | 17.20,5 (+34,7)   |
| Lassi Parkkinen | 500 m (m)    | dnf       | opgave            |
| Lassi Parkkinen | 1500 m (m)   | 6e        | 2.23,0 (+2,6)     |
| Lassi Parkkinen | 10.000 m (m) | 8e        | 17.36,8 (+51,0)   |
| Kauko Salomaa   | 500 m (m)    | 24e       | 45,7 (+2,5)       |
| Kauko Salomaa   | 1500 m (m)   | 7e        | 2.23,3 (+2,9)     |
| Kauko Salomaa   | 5000 m (m)   | 13e       | 8.40,1 (+29,5)    |
| Kauko Salomaa   | 10.000 m (m) | 12e       | 17.49,6 (+1.03,8) |
| Toivo Salonen   | 500 m (m)    | 8e        | 44,2 (+1,0)       |
| Toivo Salonen   | 1500 m (m)   | 25e       | 2.27,4 (+7,0)     |
| Matti Tuomi     | 5000 m (m)   | 12e       | 8.40,0 (+29,4)    |
| Matti Tuomi     | 10.000 m (m) | 23e       | 18.25,5 (+1.39,7) |

### Schansspringen
| Olympiër        | Discipline | Resultaat | Prestatie                  |
| --------------- | ---------- | --------- | -------------------------- |
| Antti Hyvärinen | mannen     | 7e        | 213,5 punten (66,5+61,5 m) |
| Pentti Uotinen  | mannen     | 8e        | 213,0 punten (63,0+64,5 m) |
| Olavi Kuronen   | mannen     | 12e       | 204,5 punten (62,5+61,5 m) |
| Tauno Luiro     | mannen     | 18e       | 199,5 punten (60,5+64,0 m) |

### IJshockey
| Olympiër | Discipline | Resultaat | Prestatie |
| --- | ---------- | --------- | --- |
| Unto Viitala Pekka Myllylä Yrjö Hakala Aarne Honkavaara Erkki Hytönen Pentti Isotalo Matti Karumaa Ossi Kauppi Keijo Kuusela Kauko Mäkinen Christian Rapp Esko Rehoma Matti Rintakoski Eero Saari Eero Salisma Lauri Silván Jukka Vuolio | mannen     | 7e        | toernooi: 2 - 9 Finland - Zweden 0 - 12 Finland - Zwitserland 3 - 13 Finland - Canada 2 - 8 Finland - Verenigde Staten 5 - 2 Finland - Noorwegen 2 - 11 Finland - Tsjecho-Slowakije 5 - 1 Finland - Duitsland 2 - 4 Finland - Polen |

Argentinië · Australië · België · Bulgarije · Canada · Chili · Denemarken · Duitsland · Finland · Frankrijk · Griekenland · Groot-Brittannië · Hongarije · IJsland · Italië · Japan · Joegoslavië · Libanon · Nederland · Nieuw-Zeeland · Noorwegen · Oostenrijk · Polen · Portugal · Roemenië · Spanje · Tsjecho-Slowakije · Verenigde Staten · Zweden · Zwitserland